# Sodokberget
Sodokberget är ett naturreservat i Piteå kommun i Norrbottens län.
Området är naturskyddat sedan 2011 och är 1,1 kvadratkilometer stort. Reservatet omfattar berget och dess sydsluttning. Reservatet består av  lövrika barrblandskogar.